# Abdulkadir Widjojoatmodjo

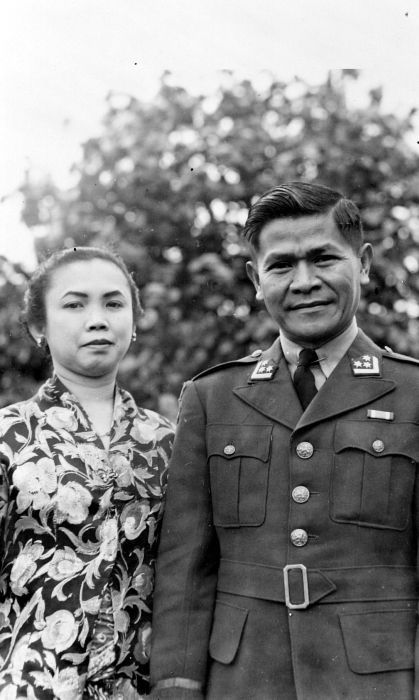
Widjojoatmodjo en zijn echtgenote in 1948. Bron: Tropenmuseum of the Royal Tropical Institute (KIT)

Raden Abdulkadir Widjojoatmodjo (Salatiga, 18 december 1904 – Rijswijk, 24 december 1992) was een uit Java afkomstig Nederlands-Indisch ambtenaar, militair en diplomaat.
Hij doorliep de Hollandse school en volgde de Indologen opleiding aan de Rijksuniversiteit Leiden onder Christiaan Snouck Hurgronje die hem aanbeval bij het Inlands Bestuur. Daar was hij werkzaam als administrateur. In 1919 werd hij secretaris van het Nederlandse gezantschap in Jeddah in het sinds 1916 onafhankelijke Koninkrijk Hedjaz. In 1932 werd hij vice consul in Mekka en daarmee de hoogste Nederlandse vertegenwoordiger. Vlak voor het uitbreken van de Tweede Wereldoorlog kreeg hij een hoge functie op Nieuw-Guinea.
Vanaf maart 1944 was hij adviseur in algemene dienst van de luitenant-gouverneur-generaal Hubertus van Mook die de Nederlandse bestuur van buiten Nederlands-Indië probeerde te herstellen met de Netherlands Indies Civil Administration (NICA, vanaf 1946 Allied Military Administration Civil Affairs Branch (AMACAB) en na het vertrek van de Britse troepen Tijdelijke Bestuursdienst). Hij was aan het eind van de oorlog tijdelijk de hoogste Nederlandse gezagdrager in Nederlands-Indië toen Van Mook zich nog in Brisbane bevond. Ook speelde hij een rol bij het herstel van het gezag in oostelijk Indië. Hij werd aangesteld als resident (als kolonel in het KNIL) van de Molukken.
Hij speelde een actieve rol bij de voorbereidingen voor de staatkundige veranderingen en was in de in 1946 gevormde Verenigde Staten van Indonesië secretaris van staat voor algemene zaken. Eind 1947 was hij waarnemend Gouverneur-Generaal van Nederlands-Indië. Hij was voorzitter van de Nederlandse delegatie die onder leiding van de Verenigde Naties over de Indonesische onafhankelijkheid onderhandelde.
Na de onafhankelijkheid van Indonesië bleef hij daar wonen. Hij werd als een paria behandeld en emigreerde in 1951 naar Nederland. Hij overleed in 1992 in Rijswijk en werd daarna bijgezet in het familiegraf in Karanganyar. Widjojoatmodjo werd onderscheiden als Ridder in de Orde van de Nederlandse Leeuw en Ridder Commandeur in de Orde van de Witte Olifant.

## Werk
- Islam in Van Oost- Nederland Brits-Indië, Driemaandelijks Van het Verre Oosten, nr 2 1942